# جيف ثورب
جيف ثورب (بالإنجليزية: Jeff Thorpe)‏ هو لاعب كرة قدم بريطاني في مركز الوسط، ولد في 17 نوفمبر 1972 في كوكرماوث في المملكة المتحدة. لعب مع نادي دونكاستر روفرز ونادي كارلايل يونايتد.

## وصلات خارجية
- جيف ثورب على موقع Soccerbase.com (لاعب) (الإنجليزية)